# Hétomesnil
Hétomesnil est une commune française située dans le département de l'Oise, en région Hauts-de-France.

## Géographie

### Description
Hétomesnil est un village rural du plateau picard, situé au nord-ouest de l'Oise à proximité de Crèvecœur-le-Grand et de Grandvilliers.
Au début du XIXe siècle, le village était ainsi décrit : 

« Le territoire d'Hétomesnil forme une large plaine dépourvue d'eau courante, limitée au nord et à l'est par quelques ravins peu profonds. Des plantations élevées entourent le village, qui est bâti au centre méridional de la commune : les rues sont larges mais négligées ; la plupart des maisons sont couvertes en chaume et mal construites ».
« Il y a deux moulins à vent dans l'étendue du territoire ».
« Une partie de la population fabrique des serges et de la bonneterie ».

### Communes limitrophes
Les communes limitrophes sont  Catheux, Choqueuse-les-Bénards, Conteville, Crèvecœur-le-Grand, Le Hamel, Lihus et Prévillers.
| Le Hamel   | Conteville | Choqueuse-les-Bénards |
|            | Hétomesnil | Catheux               |
| Prévillers | Lihus      | Crèvecœur-le-Grand    |

### Hydrographie
La commune est située dans le bassin Artois-Picardie. Elle n'est drainée par aucun cours d'eau.

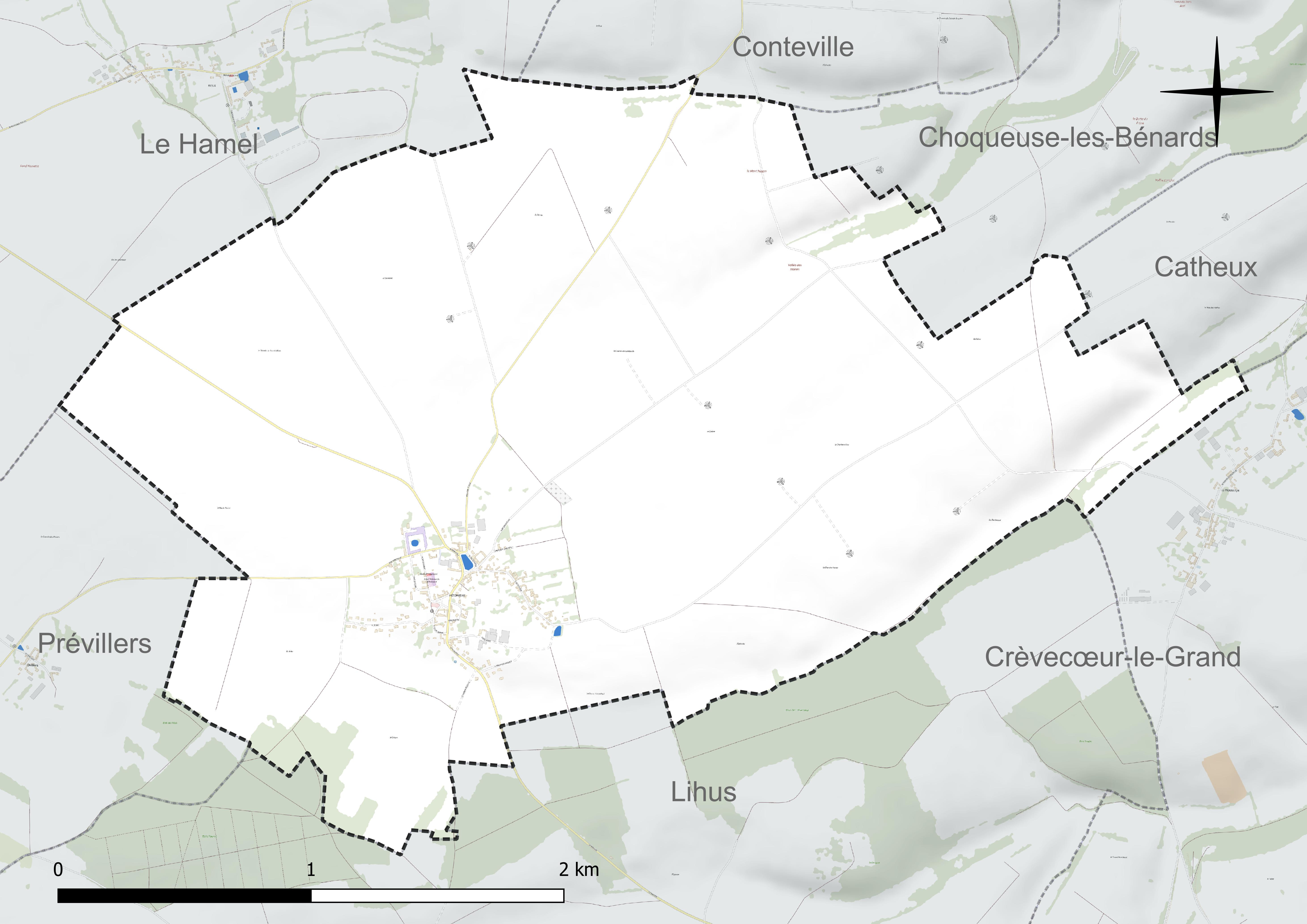
Réseau hydrographique d'Hétomesnil.

### Climat
Pour des articles plus généraux, voir Climat des Hauts-de-France et Climat de l'Oise.
En 2010, le climat de la commune est de type climat océanique dégradé des plaines du Centre et du Nord, selon une étude du CNRS s'appuyant sur une série de données couvrant la période 1971-2000. En 2020, Météo-France publie une typologie des climats de la France métropolitaine dans laquelle la commune est exposée à un climat océanique et est dans la région climatique Nord-est du bassin Parisien, caractérisée par un ensoleillement médiocre, une pluviométrie moyenne régulièrement répartie au cours de l'année et un hiver froid (3 °C).
Pour la période 1971-2000, la température annuelle moyenne est de 9,9 °C, avec une amplitude thermique annuelle de 14,3 °C. Le cumul annuel moyen de précipitations est de 801 mm, avec 12,1 jours de précipitations en janvier et 8,5 jours en juillet. Pour la période 1991-2020, la température moyenne annuelle observée sur la station météorologique la plus proche, située sur la commune de Saint-Arnoult à 15 km à vol d'oiseau, est de 10,4 °C et le cumul annuel moyen de précipitations est de 797,2 mm,. Pour l'avenir, les paramètres climatiques de la commune estimés pour 2050 selon différents scénarios d'émission de gaz à effet de serre sont consultables sur un site dédié publié par Météo-France en novembre 2022.

## Urbanisme

### Typologie
Au 1er janvier 2024, Hétomesnil est catégorisée commune rurale à habitat dispersé, selon la nouvelle grille communale de densité à sept niveaux définie par l'Insee en 2022.
Elle est située hors unité urbaine. Par ailleurs la commune fait partie de l'aire d'attraction de Beauvais, dont elle est une commune de la couronne,. Cette aire, qui regroupe 162 communes, est catégorisée dans les aires de 50 000 à moins de 200 000 habitants,.

### Occupation des sols

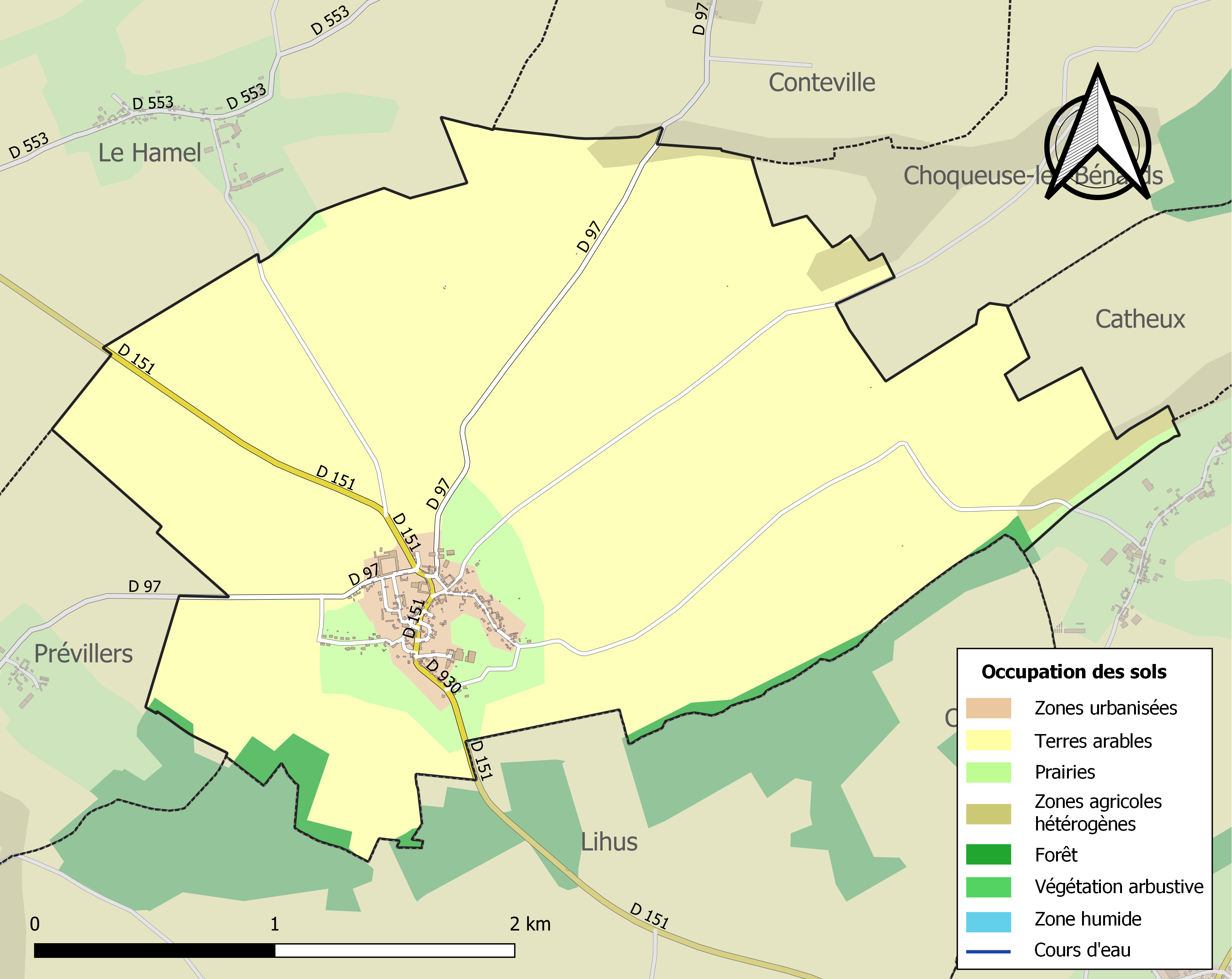
Carte des infrastructures et de l'occupation des sols de la commune en 2018 (CLC).

L'occupation des sols de la commune, telle qu'elle ressort de la base de données européenne d'occupation biophysique des sols Corine Land Cover (CLC), est marquée par l'importance des territoires agricoles (95,3 % en 2018), une proportion identique à celle de 1990 (95,3 %). La répartition détaillée en 2018 est la suivante : 
terres arables (87,2 %), prairies (5,7 %), zones urbanisées (3,2 %), zones agricoles hétérogènes (2,4 %), forêts (1,5 %). L'évolution de l'occupation des sols de la commune et de ses infrastructures peut être observée sur les différentes représentations cartographiques du territoire : la carte de Cassini (XVIIIe siècle), la carte d'état-major (1820-1866) et les cartes ou photos aériennes de l'IGN pour la période actuelle (1950 à aujourd'hui).

### Habitat et logement
En 2018, le nombre total de logements dans la commune était de 117, alors qu'il était de 113 en 2013 et de 90 en 2008.
Parmi ces logements, 89,7 % étaient des résidences principales, 1,7 % des résidences secondaires et 8,5 % des logements vacants. Ces logements étaient pour 100 % d'entre eux des maisons individuelles et pour 0 % des appartements.
Le tableau ci-dessous présente la typologie des logements à Hétomesnil en 2018 en comparaison avec celle de l'Oise et de la France entière. Une caractéristique marquante du parc de logements est ainsi une proportion de résidences secondaires et logements occasionnels (1,7 %) inférieure à celle du département (2,5 %) et à celle de la France entière (9,7 %). Concernant le statut d'occupation de ces logements, 87,6 % des habitants de la commune sont propriétaires de leur logement (86,4 % en 2013), contre 61,4 % pour l'Oise et 57,5 % pour la France entière.
| Typologie                                               | Hétomesnil | Oise | France entière |
| ------------------------------------------------------- | ---------- | ---- | -------------- |
| Résidences principales (en %)                           | 89,7       | 90,4 | 82,1           |
| Résidences secondaires et logements occasionnels (en %) | 1,7        | 2,5  | 9,7            |
| Logements vacants (en %)                                | 8,5        | 7,1  | 8,2            |

### Voies de communication et transports
La commune est desservie, en 2023, par les lignes 614, 616, 6103 et 6109 du réseau interurbain de l'Oise.

### Énergie
Un parc éolien de 11,5 MW est installé depuis l'été 2006 à Hétomesnil,, le premier du département de l'Oise, permettant de limiter les emprunts pour la construction d'une salle polyvalente et d'un groupe scolaire. Son extension a été acquise en 2016/2017 par l'enseigne de meubles Ikea.

## Toponymie
Le nom de la localité est attesté sous la forme romane Hetosmainil en 1136 (CL) et sous la forme latinisée Hestoldi maisnilium en 1140.
Il s'agit d'une formation toponymique médiévale caractéristique du nord du domaine d'oïl en -mesnil (anciennement -maisnil) au sens vague de « domaine rural, petit domaine rural, ferme isolée », précédé selon le cas général d'un anthroponyme, peut-être le nom de personne germanique Heistald.
Ses habitants portent les noms d'Hestoldiens et Hestoldiennes.

## Histoire
L'ancienne ferme seigneuriale a été rachetée en 1786 à Barentin, chancelier de France, par Louis Gaston Vasselle-Thomas.
Louis Honoré Gaston Vasselle (1814-1875), son petit-fils, la fait reconstruire en 1852. Il y crée une ferme école en 1865, qui remplaçe alors  celle du Mesnil-Saint-Firmin. La bergerie abrite désormais le Musée conservatoire de la vie agricole et rurale de l'Oise.

Hétomesnil au tout début du XXe siècle
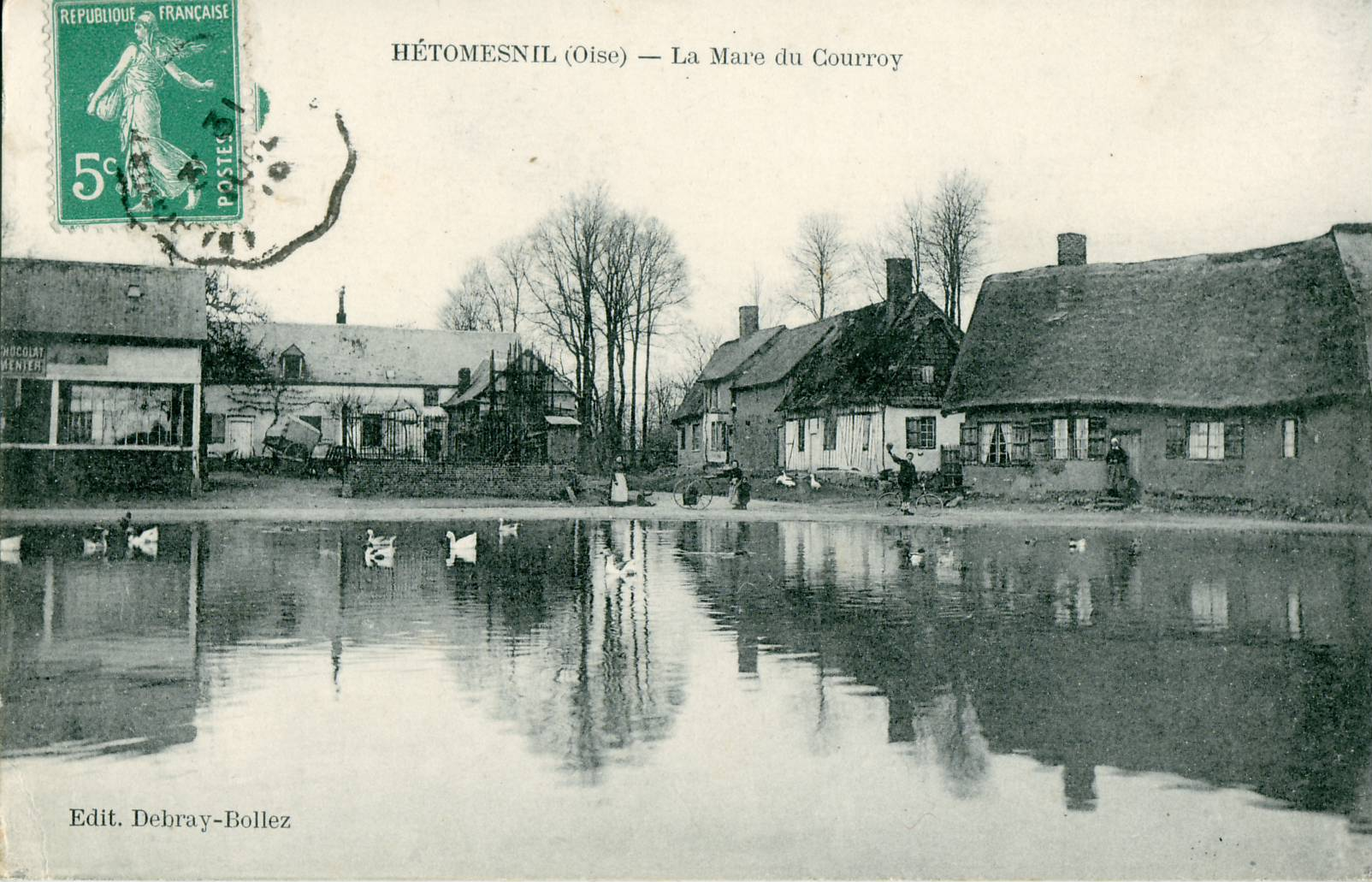
La mare du Courroy, avant la Première Guerre mondiale.
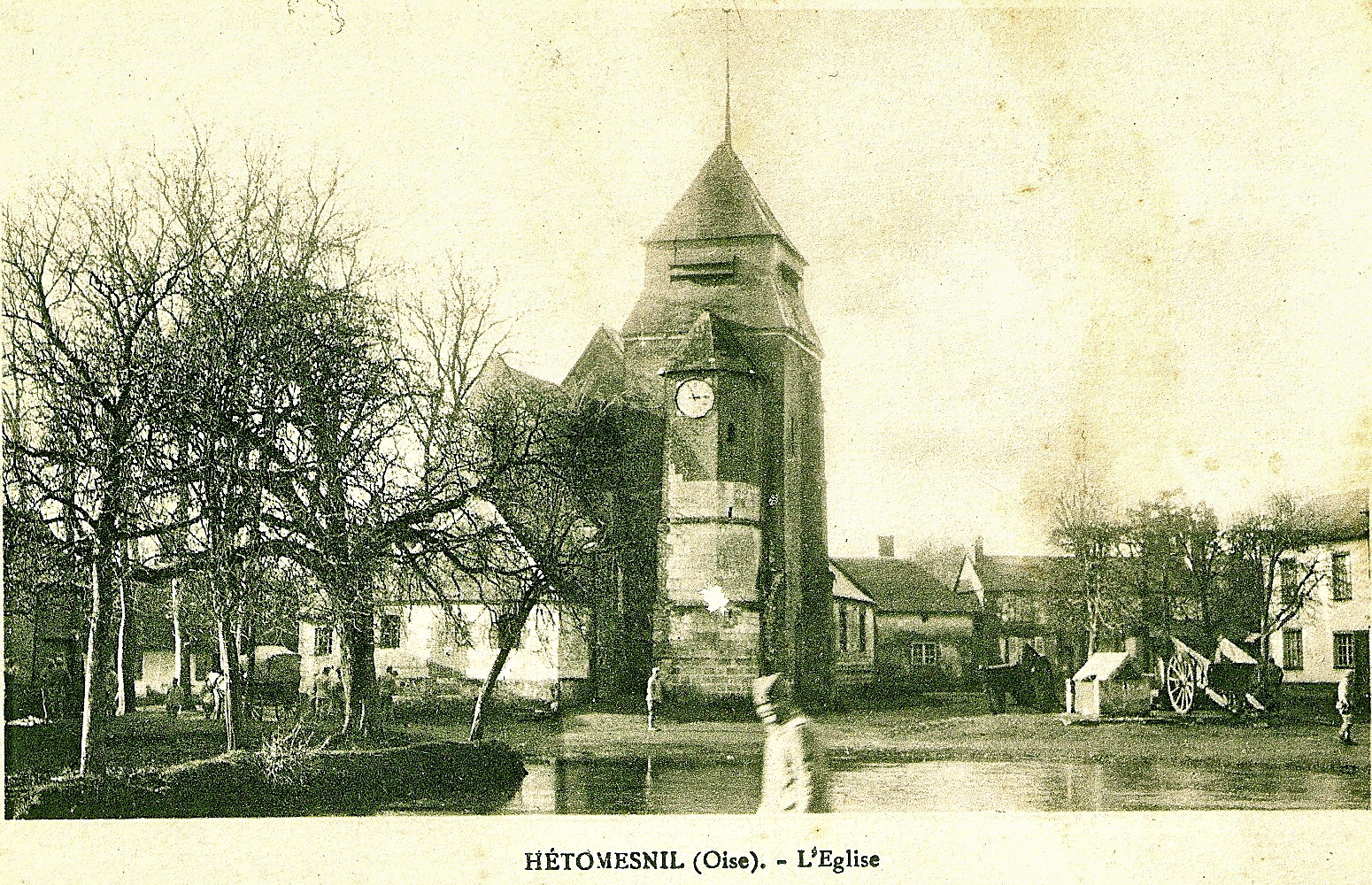
L'église, pendant la Première Guerre mondiale. Une mare se trouvait à son chevet.
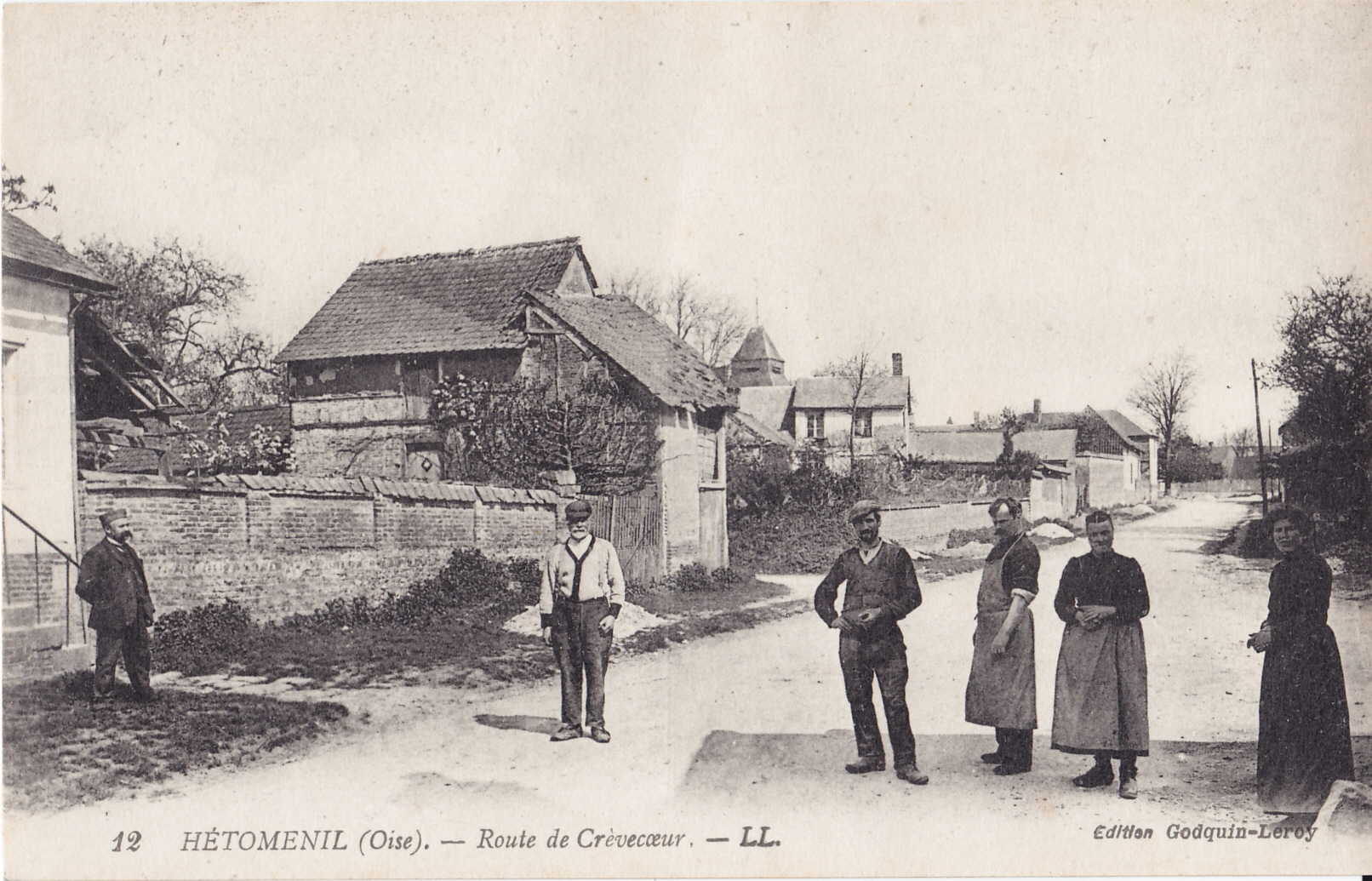
La route de Crèvecœur.

La ferme Vasselle à la même époque
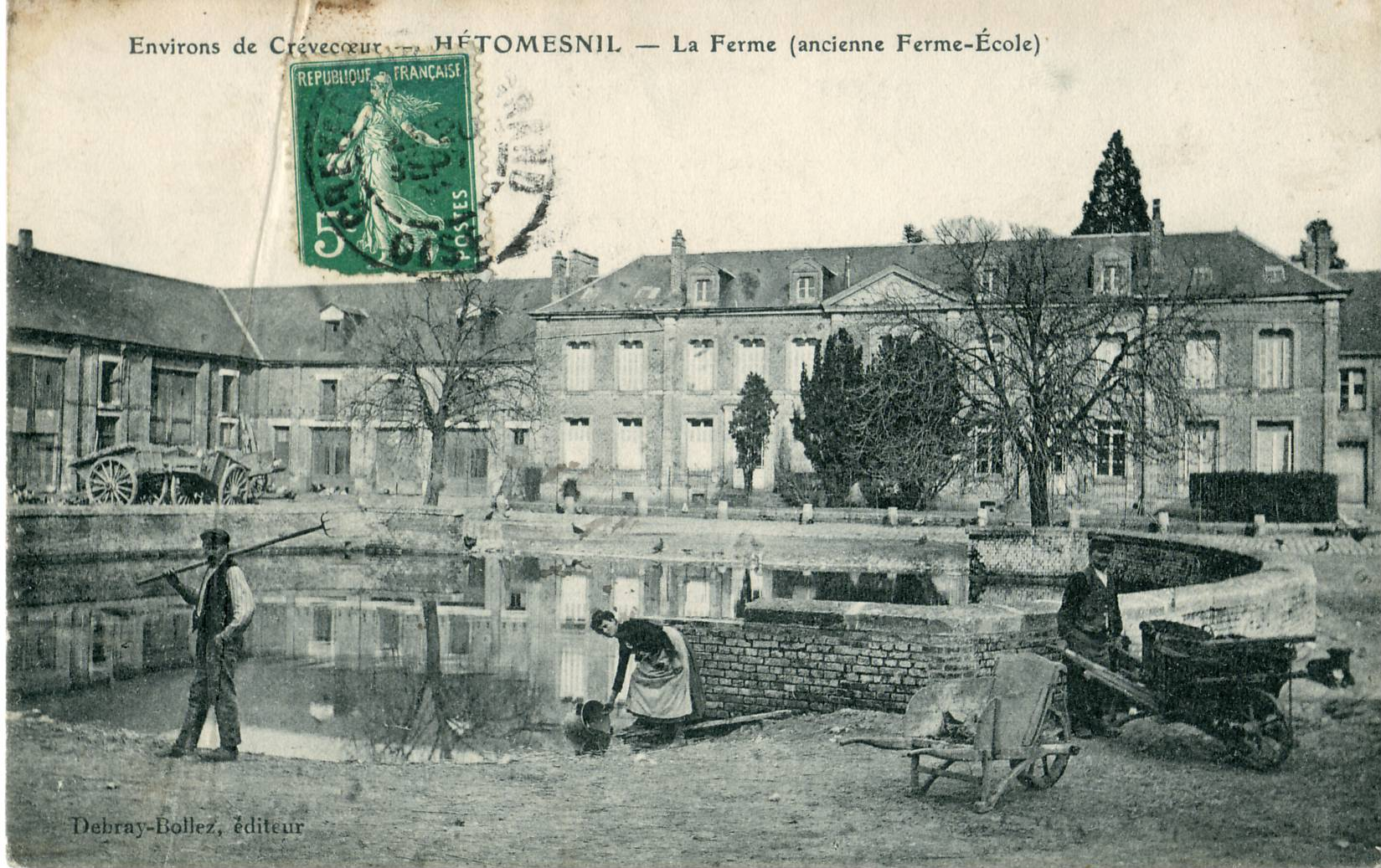
La ferme Vasselle (ancienne ferme-école) au début du XXe siècle.
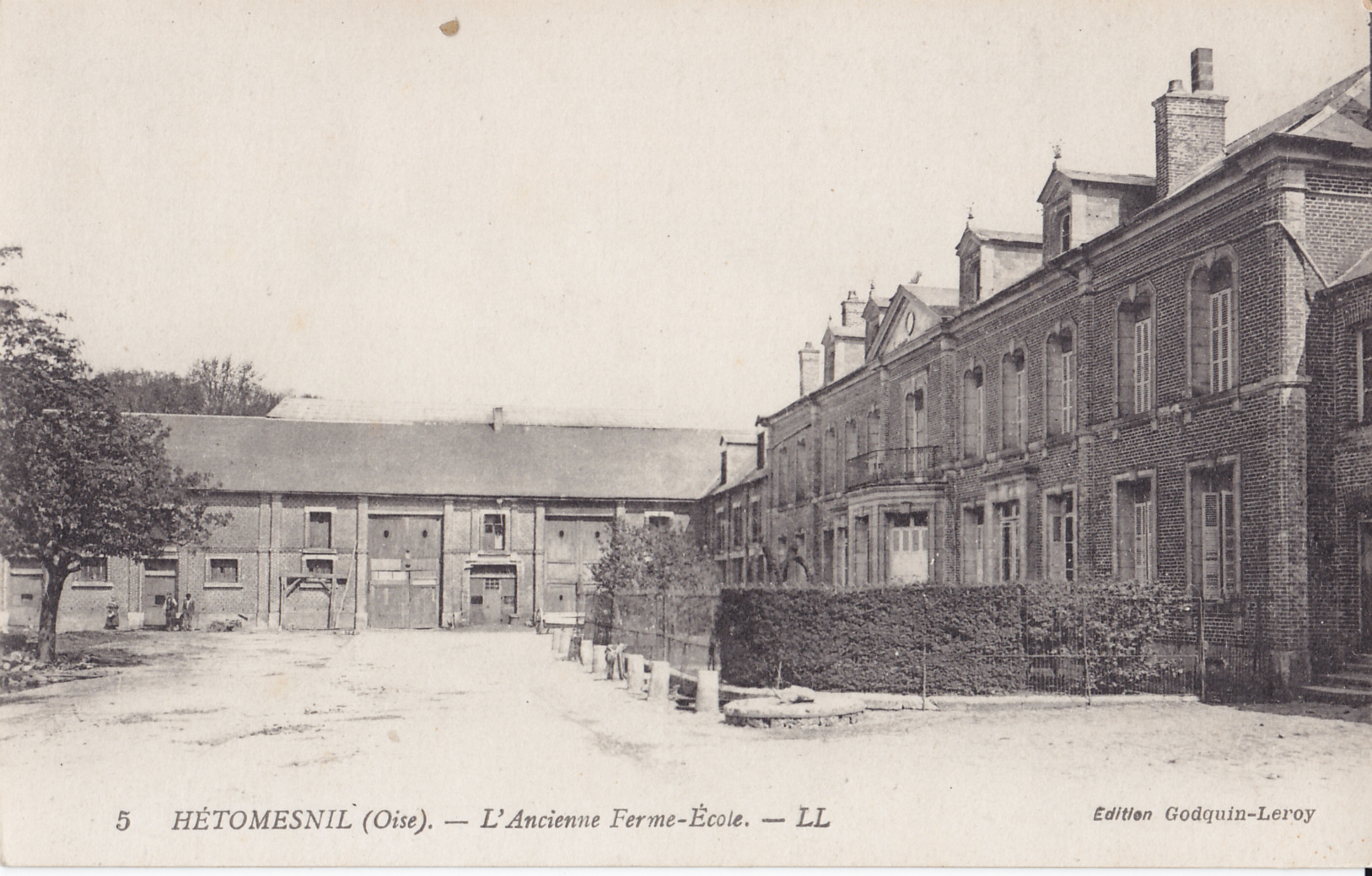
Bâtiment d'exploitation de la ferme Vasselle.
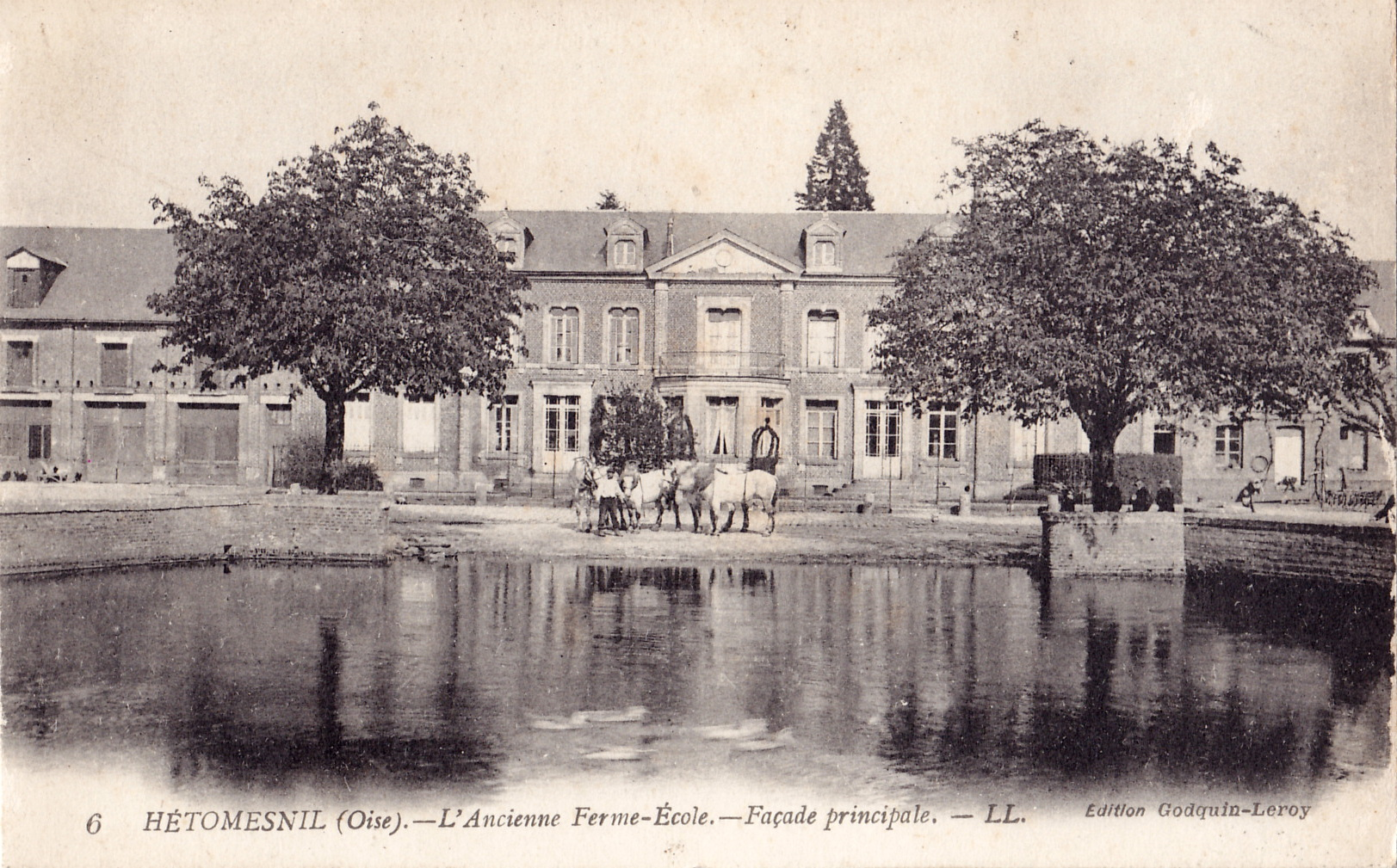
Le logis d'habitation de la ferme Vasselle.

Durant la Première Guerre mondiale, la célèbre escadrille des Cigognes, commandée par René Fonck eut un terrain d'aviation à Hétomesnil, sur la plaine vers Rieux. Les officiers étaient logés dans le "château", une vaste maison bourgeoise en pans de bois située face à l'église, détruite vers 1970.

## Politique et administration

### Rattachements administratifs et électoraux
La commune se trouve dans l'arrondissement de Beauvais du département de l'Oise. Pour l'élection des députés, elle fait partie depuis 2012 de la première circonscription de l'Oise.
Elle faisait partie depuis 1801 du canton de Marseille-en-Beauvaisis. Dans le cadre du redécoupage cantonal de 2014 en France, Hétomesnil est désormais rattaché au canton de Grandvilliers.

### Intercommunalité
Hétomesnil est membre de la communauté de communes de la Picardie verte, créée fin 1996, et qui succède notamment au SIVOM de Marseille-en-Beauvaisis (19 communes, créé le 21 juillet 1965). En 2019, l'intercommunalité regroupe 88 communes.

### Liste des maires
| Période                                  | Période                        | Identité                | Étiquette | Qualité |
| ---------------------------------------- | ------------------------------ | ----------------------- | --------- | --- |
| Les données manquantes sont à compléter. |                                |                         |           | |
| 1831                                     | 1855                           | Florimond Gratien       |           | |
| 1855                                     | 1874                           | Louis Vasselle          |           | Propriétaire de la ferme-école Conseiller d'arrondissement |
| 1874                                     | 1876                           | Jean-François Delasalle |           | |
| 1876                                     | 1878                           | Ferdinand Maillard      |           | |
| 1878                                     | 1888                           | Jean-François Delasalle |           | |
| 1888                                     | 1904                           | Auguste Dubut           |           | |
| 1904                                     | 1908                           | François Roisin         |           | |
| 1908                                     | 1919                           | Marie Becquet           |           | |
| 1919                                     | 1925                           | Fernand Coutrot         |           | |
| 1925                                     | 1929                           | Marie Dubut             |           | |
| 1929                                     | 1971                           | Paul Rohaut             |           | |
| 1971                                     | 1993                           | René Desrumaux          |           | |
| 1993                                     | 2008                           | Robert Mignot           |           | |
| mars 2008                                | En cours (au 1er juillet 2021) | Pascal Verbeke          | DVD       | Agriculteur Vice-président de la CC Picardie Verte (2014 → ) Conseiller départemental de Grandvilliers (2021 → ) Vice-président du conseil départemental de l'Oise (2021 → ) Réélu pour le mandat 2020-20260 |

## Population et société

### Démographie

#### Évolution démographique
L'évolution du nombre d'habitants est connue à travers les recensements de la population effectués dans la commune depuis 1793. Pour les communes de moins de 10 000 habitants, une enquête de recensement portant sur toute la population est réalisée tous les cinq ans, les populations de référence des années intermédiaires étant quant à elles estimées par interpolation ou extrapolation. Pour la commune, le premier recensement exhaustif entrant dans le cadre du nouveau dispositif a été réalisé en 2008.

En 2022, la commune comptait 321 habitants, en évolution de +4,56 % par rapport à 2016 (Oise : +0,87 %, France hors Mayotte : +2,11 %).
| 1793 | 1800 | 1806 | 1821 | 1831 | 1836 | 1841 | 1846 | 1851 |
| ---- | ---- | ---- | ---- | ---- | ---- | ---- | ---- | ---- |
| 663  | 643  | 639  | 573  | 597  | 592  | 620  | 593  | 555  |

| 1856 | 1861 | 1866 | 1872 | 1876 | 1881 | 1886 | 1891 | 1896 |
| ---- | ---- | ---- | ---- | ---- | ---- | ---- | ---- | ---- |
| 551  | 545  | 506  | 461  | 423  | 392  | 328  | 338  | 323  |

| 1901 | 1906 | 1911 | 1921 | 1926 | 1931 | 1936 | 1946 | 1954 |
| ---- | ---- | ---- | ---- | ---- | ---- | ---- | ---- | ---- |
| 330  | 309  | 264  | 230  | 199  | 181  | 193  | 201  | 201  |

| 1962 | 1968 | 1975 | 1982 | 1990 | 1999 | 2006 | 2008 | 2013 |
| ---- | ---- | ---- | ---- | ---- | ---- | ---- | ---- | ---- |
| 254  | 251  | 215  | 175  | 182  | 209  | 207  | 207  | 287  |

| 2018 | 2022 | - | - | - | - | - | - | - |
| ---- | ---- | - | - | - | - | - | - | - |
| 316  | 321  | - | - | - | - | - | - | - |

#### Pyramide des âges
La population de la commune est relativement jeune.
En 2018, le taux de personnes d'un âge inférieur à 30 ans s'élève à 40,8 %, soit au-dessus de la moyenne départementale (37,3 %). À l'inverse, le taux de personnes d'âge supérieur à 60 ans est de 17,7 % la même année, alors qu'il est de 22,8 % au niveau départemental.
En 2018, la commune comptait 163 hommes pour 153 femmes, soit un taux de 51,58 % d'hommes, largement supérieur au taux départemental (48,89 %).
Les pyramides des âges de la commune et du département s'établissent comme suit.
| Hommes | Classe d’âge | Femmes |
| ------ | ------------ | ------ |
| 0,6    | 90 ou +      | 1,3    |
| 2,5    | 75-89 ans    | 4,6    |
| 13,5   | 60-74 ans    | 13,1   |
| 17,2   | 45-59 ans    | 18,3   |
| 24,5   | 30-44 ans    | 22,9   |
| 15,3   | 15-29 ans    | 15,0   |
| 26,4   | 0-14 ans     | 24,8   |

| Hommes | Classe d’âge | Femmes |
| ------ | ------------ | ------ |
| 0,5    | 90 ou +      | 1,4    |
| 5,5    | 75-89 ans    | 7,6    |
| 15,6   | 60-74 ans    | 16,3   |
| 20,8   | 45-59 ans    | 20     |
| 19,4   | 30-44 ans    | 19,4   |
| 17,6   | 15-29 ans    | 16,2   |
| 20,6   | 0-14 ans     | 19,1   |

## Culture locale et patrimoine

### Lieux et monuments

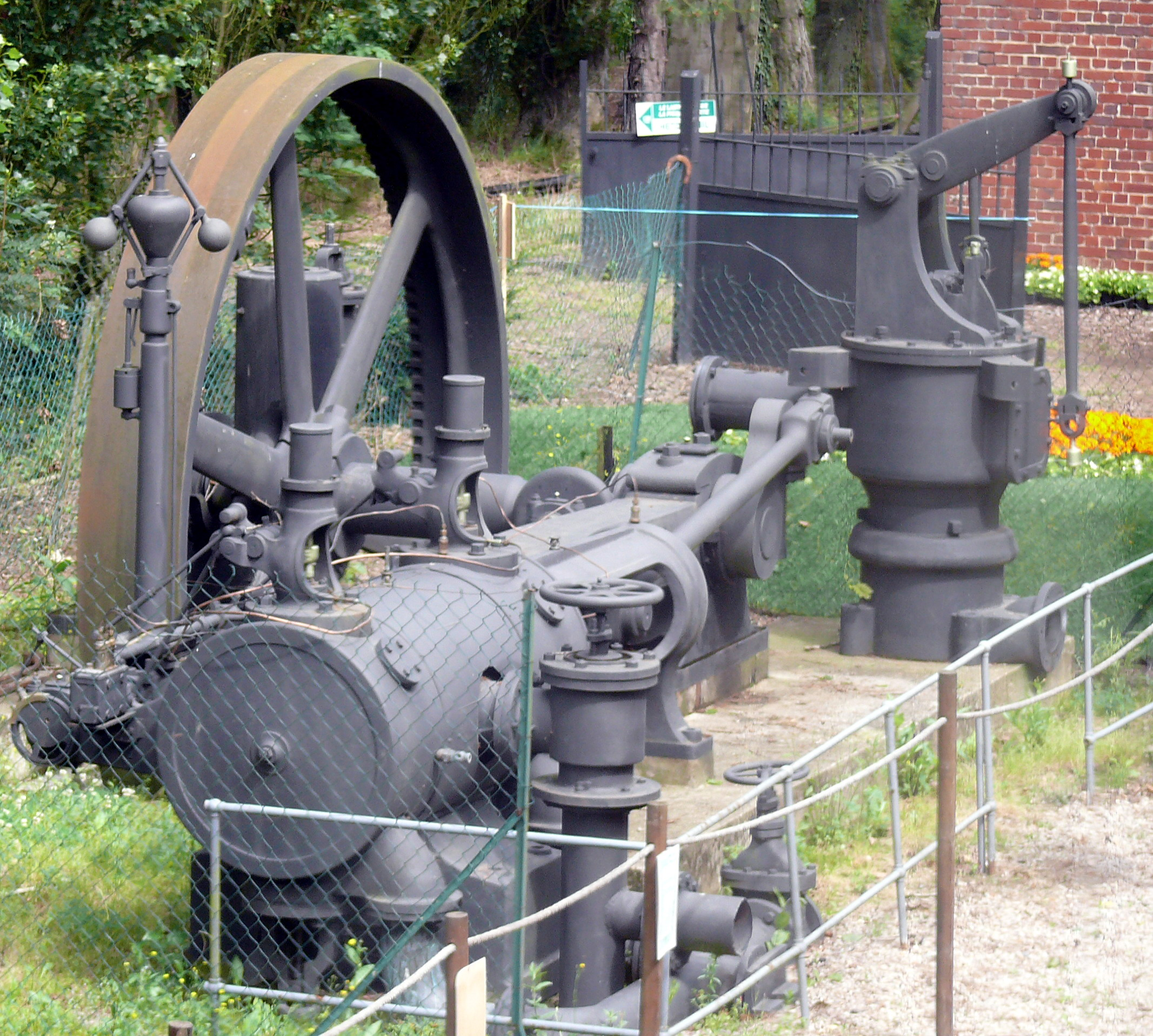
La machine à vapeur du constructeur belge Van de Kerkhove. Elle a été sauvegardée en 1988 pour l'écomusée, dont elle orne la cour.

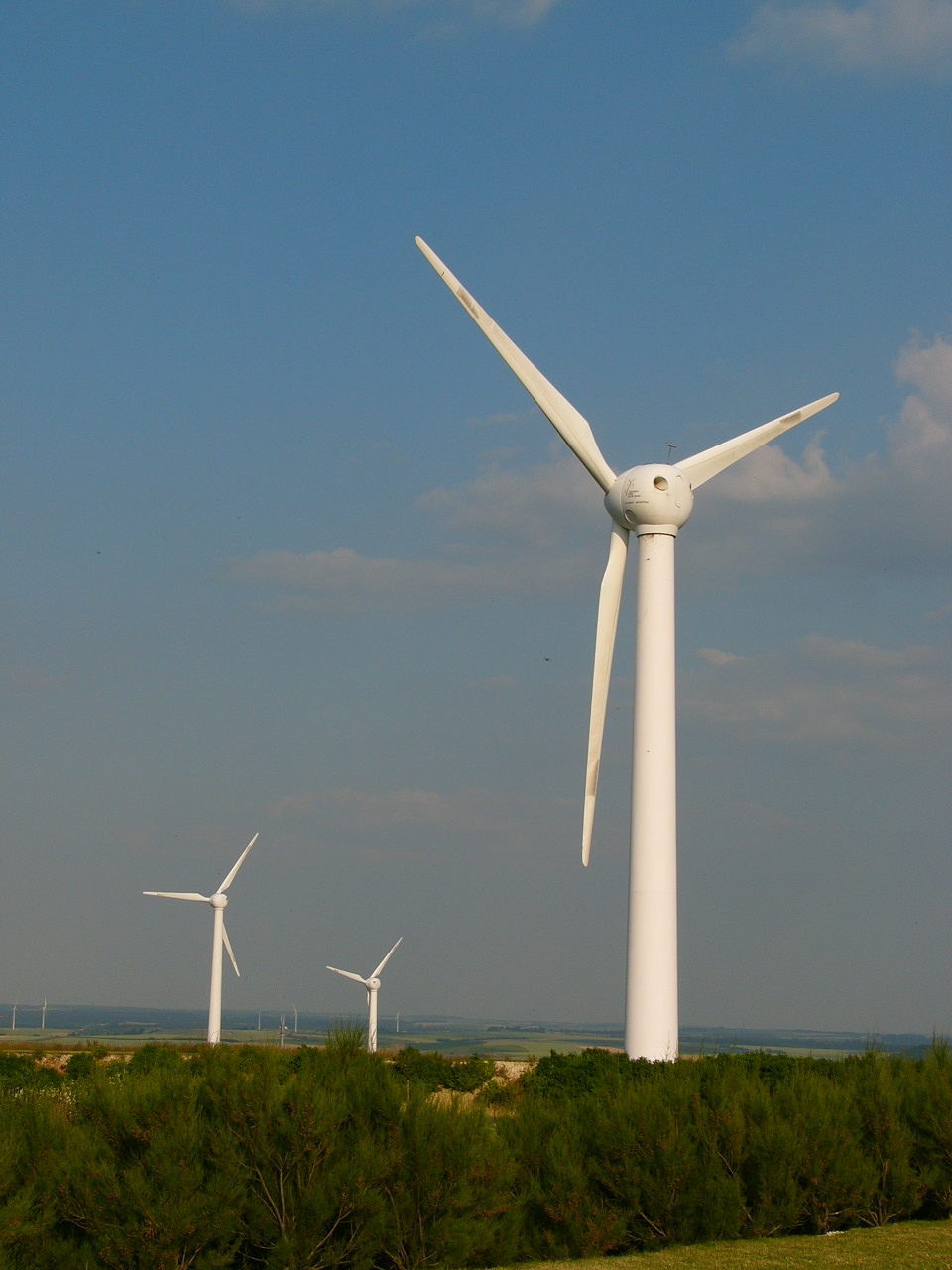
Les éoliennes d'Hétomesnil.

- Église Saint-Jean-Baptiste reconstruite en 1763, avec des pierres sépulcrales du XVe siècle et des fonts baptismaux du XIVe[30]. 
L'église contient des fresques datables de 1660 et un décor peint du chœur du XVIIIe siècle
Sa restauration dure de 1995 à 2020[31],[32].

- Le conservatoire de la vie agricole et rurale de l'Oise[33], qui est l'un des sites de l'Écomusée des pays de l'Oise.
 Le site, ouvert en 1987, se occupe une partie d'une ancienne ferme-école du XIXe siècle[34] à l'architecture Second Empire. Il présente sur 2 000 m2 les différents aspects de la vie quotidienne picarde à travers la découverte d'activités rurales et artisanales[35]. La totalité de la ferme a été acquise en 2019 par la communauté de communes de la Picardie verte, et une étude réalisée en 2022 par le cabinet Voltere préconise de l'aménager pour en faire un lieu touristique haut de gamme, avec une trentaine de chambres ; des suites ; une zone dédiée aux spectacles ; un restaurant ; un musée rénové et agrandi ; une boutique avec la vente de produits locaux ; une salle en mesure d'accueillir des évènements privés et des séminaires. Le coût de ce projet parait toutefois disproportionné par rapport aux ressources de la collectivité[36],[37].

- Dans la cour de l'Écomusée sont exposées diverses machines agricoles, dont une impressionnante machine à vapeur horizontale Van de Kerkhove installée en 1920 à la Scierie Bedin de Beauvais, qui cesse d'y être utilisée en 1981. Elle y produisait la force motrice d'une quarantaine de machines ainsi que de l'électricité. La vapeur, après sa détente dans le piston, permettait d'étuver le bois de la scierie.
- Le village compte de nombreux puits et mares.

### Personnalités liées à la commune

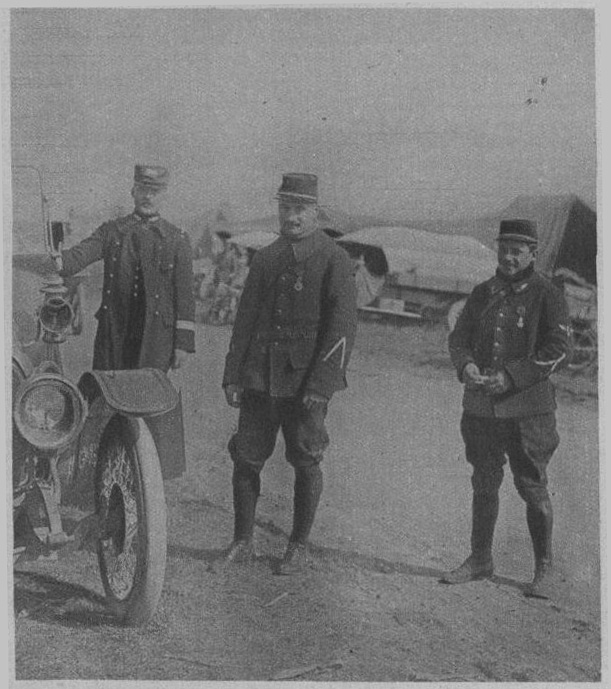
Les aviateurs Roland Garros et Gilbert sur un terrain d'aviation en 1914.

- Roland Garros et Anselme Marchal, lieutenants, membres de l'escadrille des Cigognes, reçurent à Hétomesnil le 6 mars 1918 la Légion d'honneur[38]. Deux noms de rues rappellent cet épisode de  la Grande guerre, l'avenue Roland-Garros et la rue des Cigognes.